# NGC 596
NGC 596 је елиптична галаксија у сазвежђу Кит која се налази на NGC листи објеката дубоког неба.
Деклинација објекта је - 7° 1' 55" а ректасцензија 1h 32m 52,0s. Привидна величина (магнитуда) објекта NGC 596 износи 10,9 а фотографска магнитуда 11,9. Налази се на удаљености од 20,817 милиона парсека од Сунца. NGC 596 је још познат и под ознакама MCG -1-5-5, PGC 5766.